# Стави-Моновські
Стави-Моновські (пол. Stawy Monowskie) — село в Польщі, у гміні Освенцим Освенцимського повіту Малопольського воєводства.
Населення — 282 особи (2011).

## Історія
У 1975-1998 роках село належало до Бельського воєводства, підпорядковувалося районній адміністрації в Освенцимі.

## Демографія
Демографічна структура станом на 31 березня 2011 року:
|          | Загалом | Допрацездатний вік | Працездатний вік | Постпрацездатний вік |
| -------- | ------- | ------------------ | ---------------- | -------------------- |
| Чоловіки | 138     | 33                 | 90               | 15                   |
| Жінки    | 144     | 25                 | 82               | 37                   |
| Разом    | 282     | 58                 | 172              | 52                   |